# Juan Fernández el Labrador

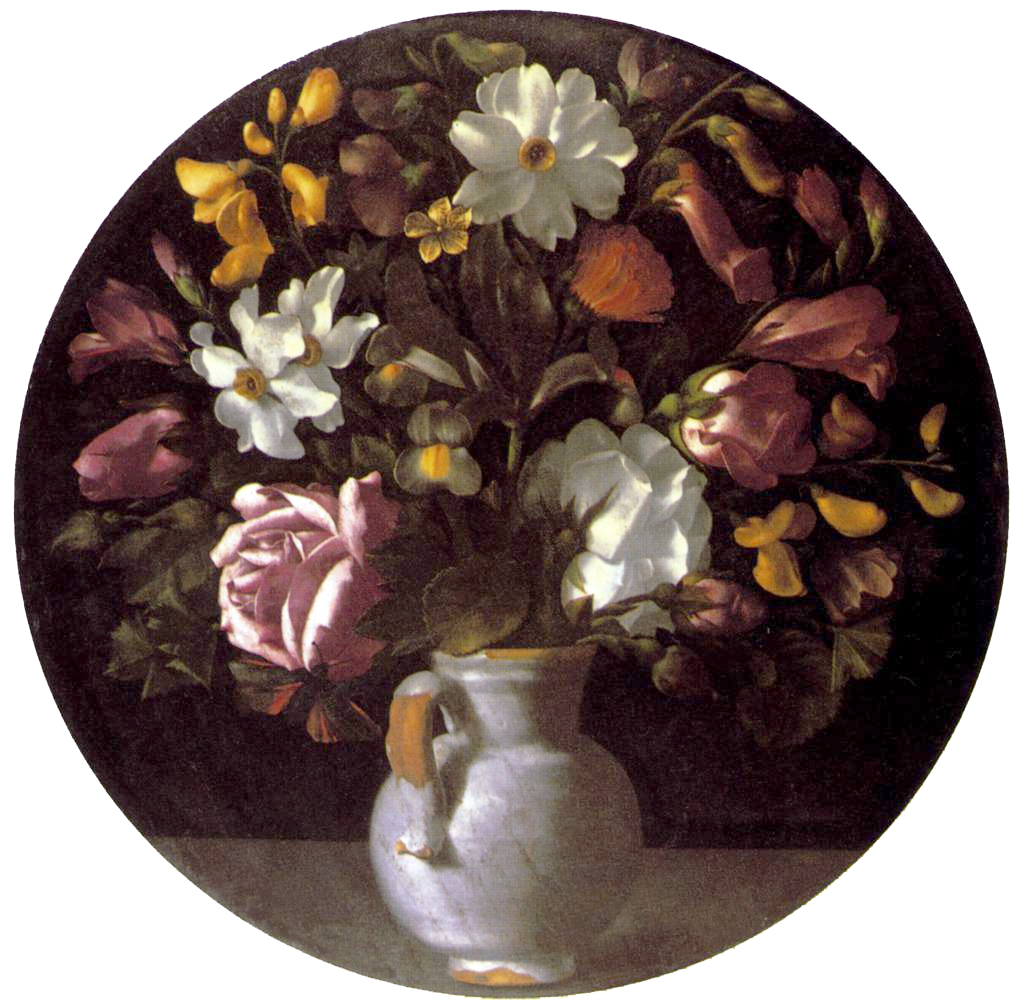
Juan Fernández el Labrador: Blumenvase mit Rosen, Narzissen, Iris, Wicken, Fingerhut und Ringelblume, signiert und datiert 1636, Öl auf Holz, 41 cm im Durchmesser, Privatsammlung

Juan Fernández gen. el Labrador (= „der Bauer“; dokumentiert ab 1629; † 1657 in Madrid (?)) war ein spanischer Stilllebenmaler des Siglo de Oro.

## Leben
Über diesen als geheimnisvoll und rätselhaft geltenden Maler ist fast nichts Genaues bekannt, abgesehen davon, dass er irgendwo abseits des Hofes und der Stadt lebte und dass seine Werke schon zu Lebzeiten bei großen Kunstkennern über die Grenzen Spaniens hinaus gefragt waren.
In seinem einzigen bekannten signierten Gemälde, einem Blumenstillleben, das sich in einer Sammlung in Amsterdam befindet, nannte er sich selber “el Labrador/ Ju Fernandez 1636”.
In alten Quellen wurde behauptet, der Maler sei „1531 in Jaraicejo (bei Cáceres) geboren und 1600 in Madrid gestorben“, was aber von der Lebensspanne her eindeutig nicht stimmen kann.

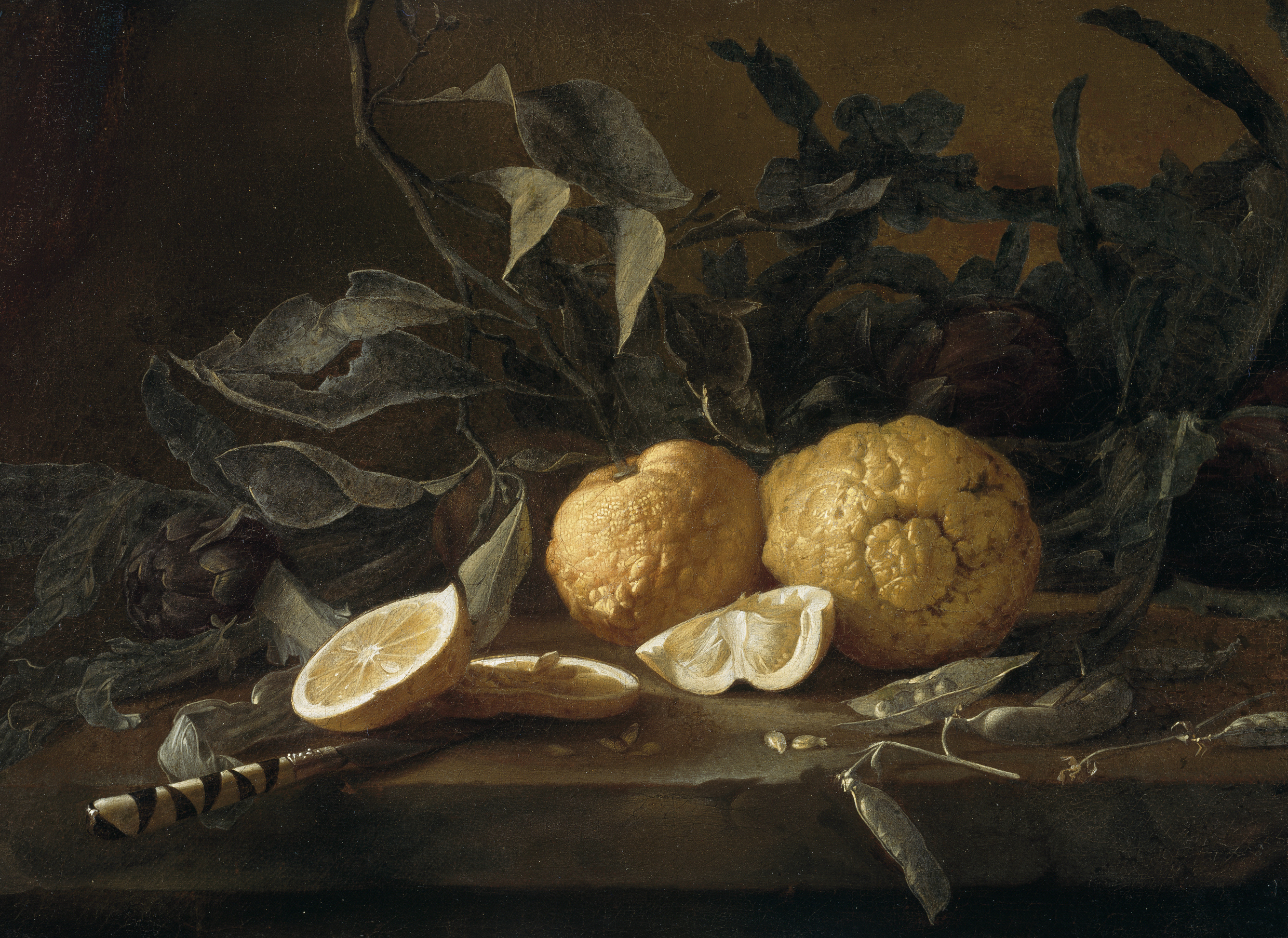
Stillleben mit Zitronen, Erbsen und einem Messer, Öl auf Leinwand, 36 × 52 cm, National Gallery of Ireland, Dublin

Man vermutet, dass Fernández in seiner Jugend eine malerische Ausbildung in Madrid machte, und dabei eventuell mit Juan van der Hamen in Berührung kam; danach zog er sich offenbar an einen bis heute nicht bekannten Ort aufs Land zurück.
1655 wurde im Inventar des Marqués de Leganés ein Gemälde von „El Labrador de las Navas“ erwähnt; wenn dieser Maler mit Juán Fernández ident ist, könnte das darauf hindeuten, dass er in einem kleinen, nicht genau identifizierbaren Ort namens Las Navas (Las Navas del Marqués ?) lebte, wahrscheinlich in der Umgebung von Madrid.
Bekannt ist, dass Giovanni Battista Crescenzi, der seit 1617 in Madrid lebte und ein großer Kunstkenner und Liebhaber von Stillleben war, vier Gemälde von El Labrador besaß, die 1630 dem englischen König Charles I. zum Verkauf angeboten wurden. Der König kaufte diese Bilder sehr wahrscheinlich und wollte später über seinen Botschafter, Sir Francis Cottington, und dessen Sekretär Arthur Hopton noch weitere Werke des Künstlers erwerben. Dies war jedoch laut einem Brief Hoptons aus dem Jahr 1635 gar nicht so einfach, weil der Maler die Angewohnheit hatte, aus seiner Zurückgezogenheit nur ein einziges Mal im Jahr, während der Semana Santa (der Karwoche) nach Madrid zu kommen, und es nur dann möglich war, Bilder von ihm zu kaufen. Hopton schreibt in diesem Brief auch, dass er El Labrador überzeugt habe, auch Blumen zu malen, und „wenn diese so gut seien wie seine Früchte, werde er dem König einige schicken“. Heutzutage (2022) befinden sich in der Royal Collection in England noch zwei Gemälde, die mit einiger Sicherheit Juan Fernández zugeschrieben werden können.

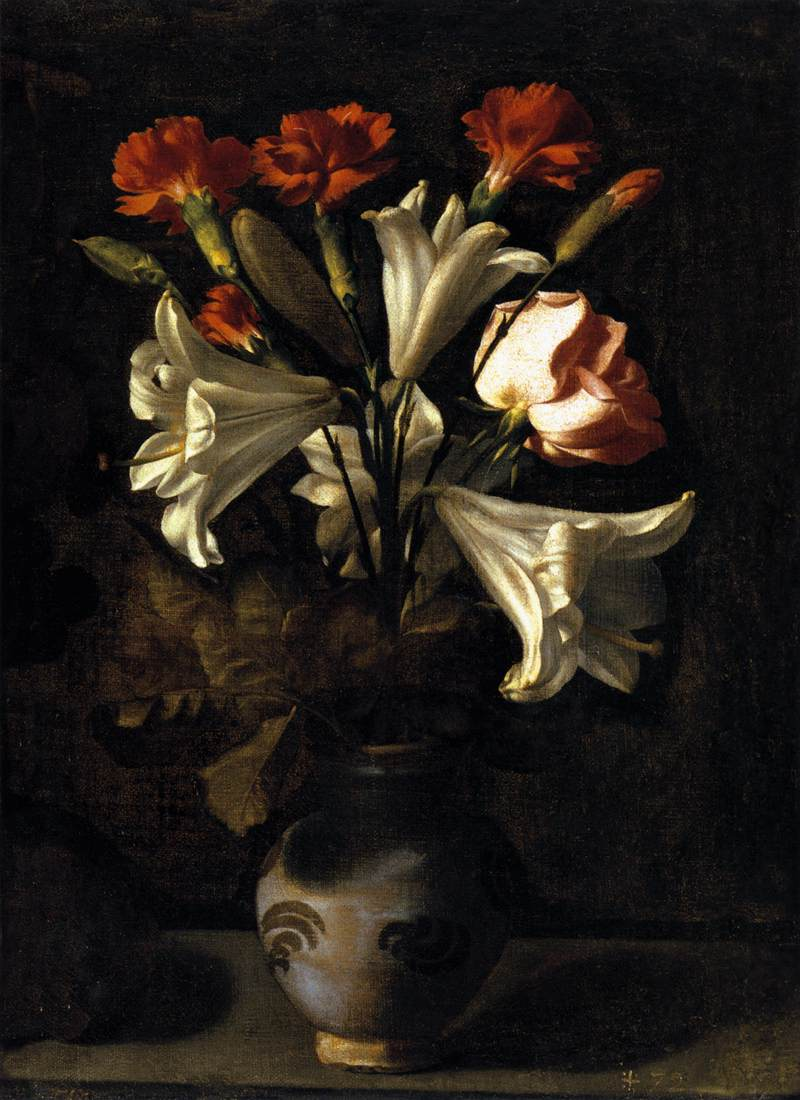
Blumenvase mit Lilien, Rose und Nelken, Öl auf Leinwand, 44 × 34 cm, Prado, Madrid

Vom Erfolg El Labradors zeugt außerdem die Tatsache, dass viele Werke von ihm in Inventaren aus Madrid vom Ende des 17. Jahrhunderts gelistet werden. Auch in Frankreich war er bekannt und wird von Félibien erwähnt (in: Entretiens sur la vie et les ouvrages des plus excellents peintres anciens et modernes, Paris, 1666).
Es ist nicht sicher, ob der hier behandelte Maler derselbe Juan Fernández war, der 1657 in Madrid starb und dessen Bilder am 14. Dezember von dem Maler Lucas Zamudio geschätzt wurden.
Noch 1773 widmete Francisco Gregorio de Salas dem „berühmten Juan Labrador, bedeutender Blumenmaler aus der Stadt Jaraicejo“ ein Sonett (in: Elogios poéticos dirigidos a varios héroes y personajes, Madrid, 1773), wo er den Maler mit dem berühmten Blumen-Brueghel verglich.

«... Tu diseño, relieve y colorido/ tu invención, tu verdad y tu viveza/ lucieron tu pincel tan admirable/ que a todo gran pintor ha suspendido/ pudiéndose dudar en tu destreza/ si fuiste racional o vegetable.»

„...Dein Disegno, Relief und Kolorit,/ Deine Erfindung, Deine Wahrheit und Deine Lebendigkeit/ haben deinen Pinsel so wunderbar erleuchtet/ dass jeder große Maler daran gescheitert ist/ und man daran zweifeln kann, ob du in deinem Können vernunftbegabt oder selber ein Pflanze warst.“

## Stil und Würdigung
Von Juan Fernández el Labrador sind vor allem Stillleben von Blumen und Früchten bekannt, er soll aber auch Landschaften sowie religiöse Bilder gemalt haben.

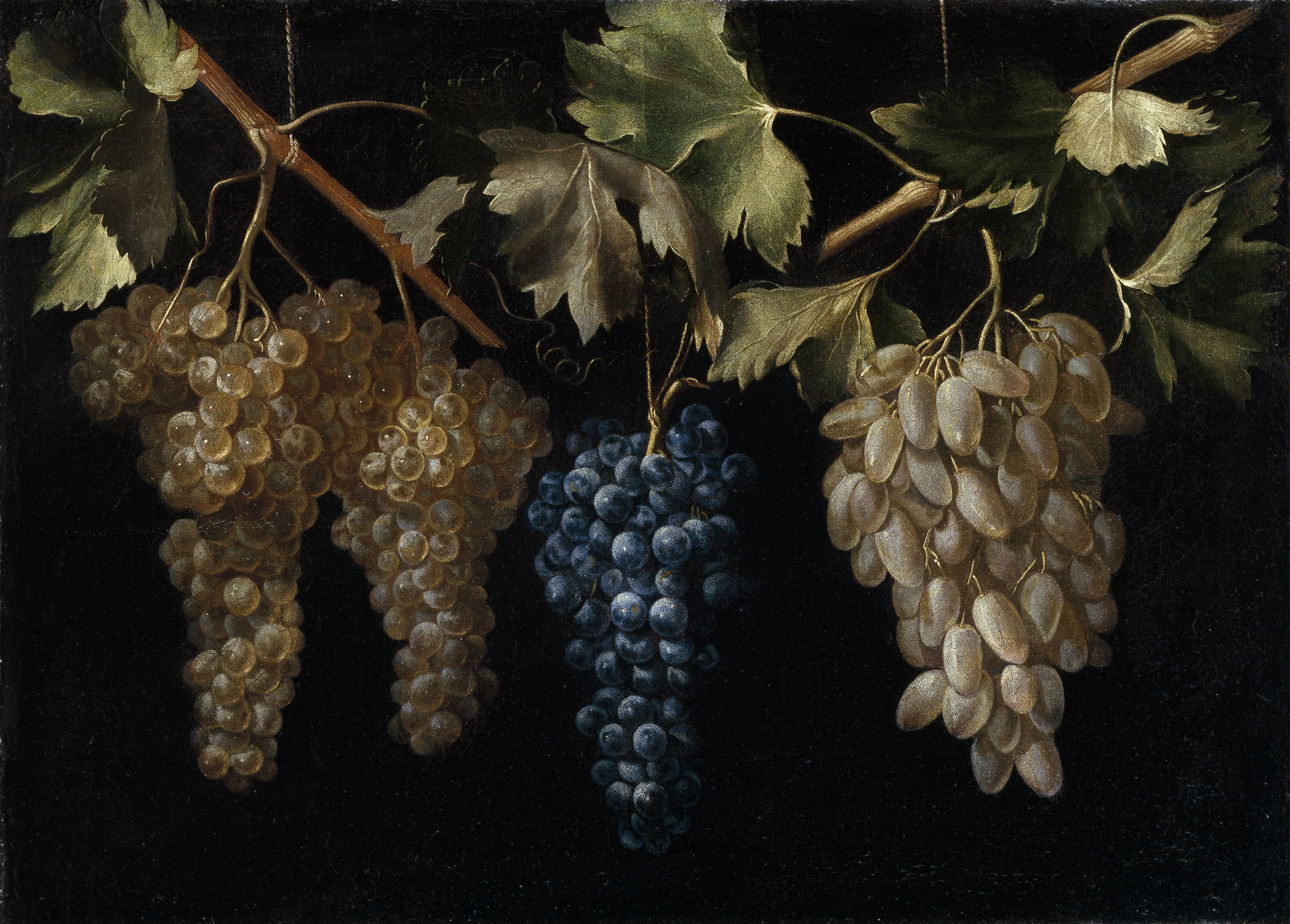
Vier hängende Weintrauben, Öl auf Leinwand, 45 × 61 cm, Prado, Madrid

Die Werke, die ihm heute sicher zugeschrieben werden können, zeichnen sich durch einen ganz besonderen Stil aus, der auf dem im Italien und Spanien des frühen 17. Jahrhunderts modernen naturalistischen Tenebrismus basiert. Charakteristisch für den Maler ist eine spezielle, sehr wirkungsvolle Einfachheit und Ruhe der Kompositionen, die zugleich ein feines ästhetisches Empfinden verraten und sehr dekorativ und elegant sind. Das Disegno ist klar und das Kolorit subtil abgestuft. Seine Behandlung von Licht und Schatten ist raffiniert und besonders bei Blumen auffällig dramatisch, Früchte sind sehr plastisch und natürlich modelliert. Die Blumen wirken etwas wächsern, sie stehen in einfachen, rustikalen Vasen aus glasiertem, manchmal sogar leicht lädiertem Steingut.
Erhalten sind vor allem eine ganze Reihe von Darstellungen hängender Weintrauben, unter anderem zwei Bilder im Prado.